# Shabd (film)
Shabd (hindi शब्द, urdu شبد, tłumaczenie: Słowo) – indyjski dramat wyreżyserowany w 2004 roku przez Leena Yadav. W rolach głównych Sanjay Dutt, Aishwarya Rai i Zayed Khan. Tematem filmu jest miłość małżeńska, próba, na jaką zostaje ona wystawiona, pokusa zdrady, manipulowanie kochaną osobą, niemoc twórcza pisarza, szukanie materiału we własnym życiu, zabawa pisarza z uczuciami własnymi i żony. W filmie zazdrosny o żonę mężczyzna walczy w sercu z pisarzem prowokującym ją do zdrady, aby móc z bólu trzech osób uczynić materiał pisarski.

## Fabuła
Shaukat (Sanjay Dutt) to pisarz, który wie, czym jest sława i uznanie (dostał w swoim czasie Nagrodę Bookera), a teraz dowiaduje się, czym jest klęska, miażdżąca krytyka jego książek za brak kontaktu z rzeczywistością i niemoc twórcza. Muzą jego kolejnej książki, która ma być szansą na powrót radości tworzenia, staje się jego ukochana żona Antara (Aishwarya Rai). To jej twarz nadaje wymyślonej postaci Tamanna. Aby uczynić ją bardziej realną zaczyna eksperymentować z własnym życiem. Namawia żonę do spotkań z zakochanym w niej Yashem (Zayed Khan), który nie wie o tym, że Antara jest mężatką. Aby miłość mogła wzrosnąć, prosi ją o ukrycie przed Yashem tego faktu. Antara spotyka się z Yashem, cieszy się jego zachwytem, daje się mu rozśmieszać, wzrusza ją jego niewinność, niepokoją i pochlebiają słyszane wyznania miłosne. Młodnieje, ożywia się, czuje zmieszanie, ból. Shaukat obserwuje te uczucia zapisując zachłannie jej i swój ból związany z tym, co się dzieje. Moc twórcza powraca, ale cena za to jest wielka.

## Obsada
- Sanjay Dutt – Shaukat
- Aishwarya Rai – Antara, jego żona
- Zayed Khan – Yash

## Muzyka i piosenki
Twórcami muzyki jest duet Vishal-Shekhar, autorzy kompozycji do Om Shanti Om, Tara Rum Pum, Cash, Honeymoon Travels Pvt. Ltd., Taxi Number 9211, Zinda, Mistrz blefu, Ek Ajnabee, Salaam Namaste, Dus, Musafir, I See You, Szalona przyjaźń i innych.
- Sholon Si
- Khoya Khoya
- Bolo To Bolo Na
- Chahaton Ka Silsila (Duet)
- Mat Jaa
- Sholon Si (Remix)
- Chahaton Ka Silsila (Male)
- Mat Jaa (Remix)
- The Theme of Shabd (Instrumentalny utwór)